# (473103) 2015 HW170
(473103) 2015 HW170 es un asteroide perteneciente al cinturón de asteroides, descubierto el 28 de septiembre de 2000 por el equipo del Spacewatch desde el Observatorio Nacional de Kitt Peak, Arizona, Estados Unidos.

## Designación y nombre
Designado provisionalmente como 2015 HW17.

## Características orbitales
2015 HW170 está situado a una distancia media del Sol de 3,109 ua, pudiendo alejarse hasta 3,315 ua y acercarse hasta 2,903 ua. Su excentricidad es 0,066 y la inclinación orbital 9,408 grados. Emplea 2002 días en completar una órbita alrededor del Sol.

## Características físicas
La magnitud absoluta de 2015 HW170 es 15,7.